# Zelda: The Wand of Gamelon
Zelda: The Wand of Gamelon of in het Nederlands Zelda: De Toverstaf van Gamelon is een Zelda-spel voor de Philips CD-I. Het spel is uitgebracht in 1993, en was een van de drie Zelda-spellen die op de Philips cd-i verschenen zijn, door een exclusieve deal van Nintendo en Philips Software. In tegenstelling tot eerdere Zelda-spellen, is het een 2D-side-scrolling-game, met hier en daar RPG-elementen, net als The Legend of Zelda II: The Adventure of Link. Het doel van het spel is om haar vader en Link terug te vinden, die ergens gevangen worden gehouden door Ganon op het eiland Gamelon.
Het spel is hevig bekritiseerd om zijn slechte graphics, houterige besturing en onlogische gameplay. Het spel heeft, buiten de naam en een aantal personages om, ook weinig tot niets te maken met de originele Zelda-formule. Op verschillende sites wordt het spel genoemd als een van de slechtste games aller tijden.
Hoewel de meeste Zelda-fans het spel niet zien als een deel van de originele serie, heeft het wel een collector's item-status gekregen. Het spel is de laatste jaren bekend geworden door YouTube Poops.

## Stemacteurs
| Personage             | Engelse stem       | Nederlandse stem    |
| --------------------- | ------------------ | ------------------- |
| Zelda                 | Bonnie Jean Wilbur | Maria Lindes        |
| Wizzrobe              | Jeffrey Nelson     | Maria Lindes        |
| Duke Onkled           | Jeffrey Nelson     | Carol van Herwijnen |
| Impa                  | Eve Karpf          | Beatrijs Sluijter   |
| Lady Alma             | Natalie Brown      | Beatrijs Sluijter   |
| Link                  | Jeffrey Rath       | Just Meijer         |
| King Harkinian, Ganon | Mark Berry         | Carol van Herwijnen |
| Mayor Kravindish      | Paul Wann          | Carol van Herwijnen |
| Gwonam                | Paul Wann          | Jan Nonhof          |
| Lupay                 | Karen Grace        | Jan Nonhof          |

## Ontvangst
| Beoordeeld door       | Datum           | Score |
| --------------------- | --------------- | ----- |
| Power Unlimited       | november 1993   | 90%   |
| VicioJuegos.com       | 1 augustus 2009 | 55%   |
| The Video Game Critic | 23 april 2007   | 50%   |
| The CD-i Collective   | 2004            | 50%   |
| Defunct Games         | 18 maart 2006   | 3%    |